# Nicolae Constantinescu (etnolog)
Nicolae Constantinescu (n. 5 octombrie 1941, Fierbinți-Târg, România) este un etnolog, antropolog, folclorist și profesor român.

## Biografie
Studiile universitare de limbă și literatură română le face la Facultatea de Litere din București, între 1959-1964.
Obține titlul de doctor în științe filologice la Universitatea din București cu teza Rima în poezia populară românească.
Între 1976-1977 urmează studii de specializare la Portland, în Statele Unite ale Americii.
În 1988 devine membru al Societății Americane de folclor (AFS).
Este succesiv lector, conferențiar (din 1990) și profesor (din octombrie 1995) la catedra de teoria literaturii și folclorului, iar din februarie 1996 este șeful catedrei de etnologie și folclor a Facultății de Litere din București.
Este membru al Societății Americane de folclor (din 1988), al Societății Internaționale de Studierea Narațiunilor Populare (ISFHR), al Societății de Antropologie Culturală din România (SAC).
A colaborat și colaborează cu publicații periodice precum: „Analele Universității București”, „Folclor literar”, „Limbă și literatură”, „Revista de etnografie și folclor”, „România literară”, „CERC”, „Răstimp”, „Sud” etc.

## Distincții
În 1987 este distins cu Premiul „Simeon Florea Marian” al Academiei Române, pentru lucrarea Relațiile de rudenie în societățile tradiționale. Reflexe în folclorul românesc.

## Lucrări

### Cărți
- Rima în poezia populară românească, București, Editura Minerva, 1973, 214 p.
- Lectura textului folcloric, București, Editura Minerva, 1986, 236 p.
- Relațiile de rudenie în societățile tradiționale: Reflexe în folclorul românesc, București, Editura Academiei R.S.R., 1987, 184 p.
- Romanian Folk-Culture. An Introducion, București, Romanian Cultural Foundation Publishing House, 1999, 160 p.[3]
- Etnologia și folclorul relațiilor de rudenie, București, Editura Univers, 2000, 245 p. ISBN 9789733407805
- Folclorul, cum poate fi înțeles. Studii și articole de etnologie românească, București, Editura Universității din București, 2011, 341 p. ISBN 9786061600397
- Cultura antropologică. Studii, cronici, comentarii, București, Editura Etnologică, 2016, 316 p. ISBN 9786068830001

### Studii și articole
- „Fișe pentru un dicționar de folclor (IV)” în Revista de Etnografie și Folclor, tomul 30, nr. 2, 1985
- „Fișe pentru un dicționar de folclor (V)” în Revista de Etnografie și Folclor, tomul 31, nr. 1, 1986
- „Relații și conflicte familiale în poveștile lui Ion Creangă” în Revista de Etnografie și Folclor, tomul 34, nr. 6, 1989
- „Un deziderat al cercetării folclorice actuale: redefinirea conceptelor” în Memoriile Comisiei de Folclor (1988), I, 1990
- „Preocupări pentru studiul prozei populare” în Revista de Etnografie și Folclor, tom. 35, nr. 5-6, 1990
- „Tipologia relațiilor familiale în poveștile lui Ispirescu și Creangă” în Memoriile Comisiei de Folclor (1988), II, 1992
- „Fidelitatea memoriei sociale a basmului contemporan” în Memoriile Comisiei de Folclor (1989), III, 1993
- „Folcloristica română văzută de americani” în Revista de Etnografie și Folclor, tomul 39, nr. 1-2, 199
- „Le symbole de l'épi de blé” în Revista de Etnografie și Folclor, tomul 40, nr. 2, 1995
- „Despre spiritul tolerant al românilor. Argumentul folcloric” în Revista de Etnografie și Folclor, tomul 40, nr. 3, 1995
- „Legenda contemporană sau urbană” în Revista de Etnografie și Folclor, tomul 40, nr. 5-6, 1995

### Culegeri de folclor
- Sub zare de soare (folclor poetic din comuna Oltina), Constanța, C.J.C.E.S., 1973, 144 pag.[3]